# Cunard Princess
Le Cunard Princess est un navire de croisière construit en 1974 par les Burmeister & Wain de Copenhague pour la compagnie Overseas National Airways. Vendu à la Cunard Line au cours de sa construction, il est achevé aux chantiers Navali Mechaniche Affini de La Spezia. Après avoir changé de noms et d'armateurs, il est maintenant en service comme Golden Iris.

## Concept et construction
Le Cunard Conquest est à l'origine un navire de croisière commandé par la compagnie Overseas National Airways. Ils sont commandés à la compagnie Cunard Line pendant leurs constructions Burmeister & Wain de Copenhague. La nouvelle compagnie décide de les envoyer aux chantiers Navali Mechaniche Affini de La Spezia. Le Cunard Conquest quitte Copenhague le 30 octobre 1975 pour La Spezia, qu'il atteint le 6 novembre 1975. Au cours de l’aménagement, il est renommé Cunard Princess. Il est mis en service en mars 1977 et est baptisé à New York par Grace de Monaco.

## Histoire

### CommeCunard Princess
Le Cunard Princess effectue sa première croisière de New York aux Bermudes en avril 1977, rejoignant ainsi son navire jumeau, le Cunard Countess, déjà en service dans les Caraïbes et aux Bermudes. En 1979, il est affrété par StarLauro. En mai 1980, il change de pavillon, qui passe de celui du Royaume-Uni à celui des Bahamas.
Pendant la Guerre du Golfe, le Cunard Princess est réquisitionné par l’Armed Forces Recreation Centers qui pense l’utiliser comme un centre de loisirs pour les troupes impliquées dans le conflit. Le navire est arrivé à Bahreïn le 24 décembre 1990. Initialement, le plan était de l’utiliser pour faire des croisières de trois jours dans le Golfe Persique, mais le navire reste finalement amarré à Bahreïn pour des raisons économiques.
En 1993, le navire de croisière est transféré à la flotte de la nouvelle filiale de Cunard, Cunard Crown Cruises qui affrète déjà le Cunard Countess. La filiale s’avère de courte durée et le navire retourne à la Cunard Line. En 1995, le Cunard Princess est affrété par la compagnie StarLauro afin de remplacer l’Achille Lauro, coulé en décembre 1994 à la suite d'un incendie.

### CommeRhapsody

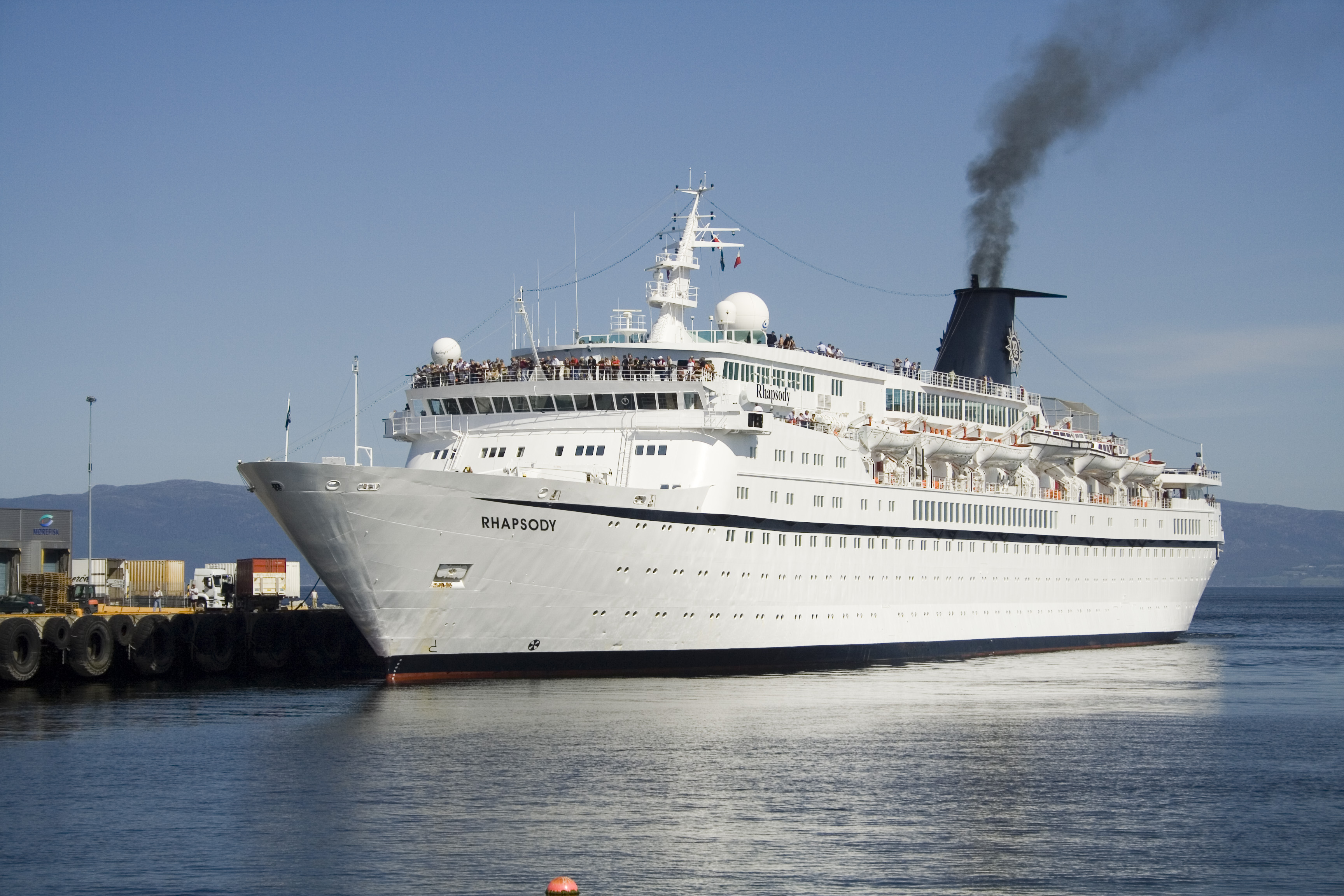
Le Rhapsody à Trondheim en 2007.jpg

Après un court affrètement par StarLauro, le navire est racheté par la compagnie qui le renomme Rhapsody et l'immatricule au Panama. En 2001, la compagnie devient MSC Croisières et le navire est ré immatriculé à Naples.

### CommeGolden Iris

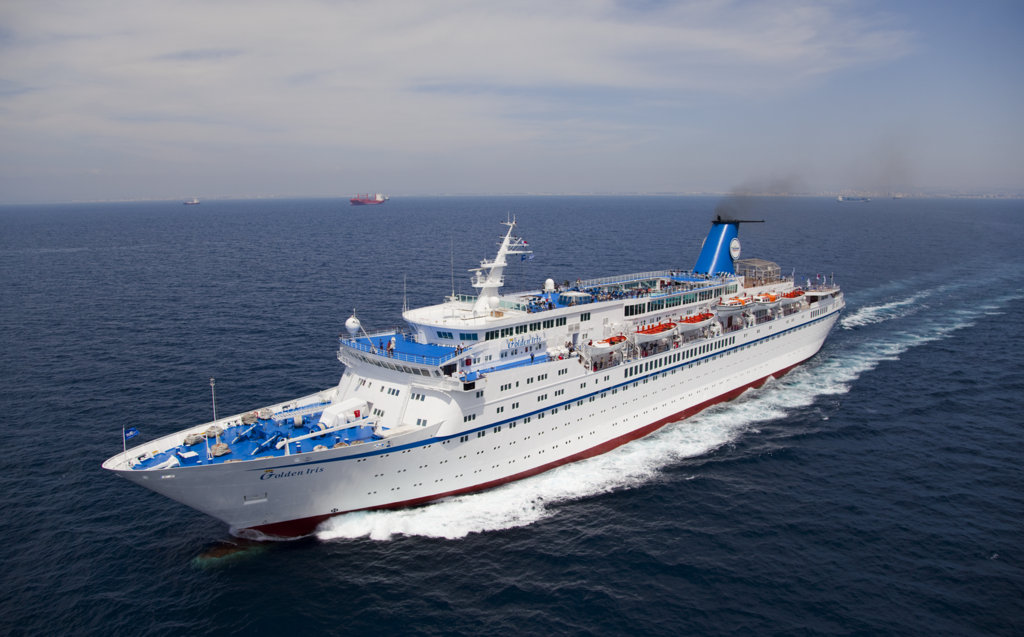
Le Golden Iris

Le 9 avril 2009, le Rhapsody est vendu à la compagnie Mano Maritime qui le renomme Golden Iris et le met en service en Méditerranée.

## Aménagements intérieurs
L'équipement du navire comprend:
- 8 ponts passagers
- 4 ascenseurs
- Systèmes afin de réduire les vibrations et la réduction du bruit dans les lieux publics.
- 6 suites
- 72 mini-suites
- 303 cabines extérieures
- 151 cabines intérieures
- TV interactive, minibar, coffre-fort, radio, salle de bains avec douche ou baignoire, sèche-cheveux, climatisation et chauffage, téléphone et connexion Internet.
- Services (accueil, bureau d'excursions, centre médical)
- Chambres / salles de conférence (Mercure Théâtre de 173 places, l'Univers du Club avec 510 sièges)
- 4 restaurants
- 4 bars dont deux externes
- Centre de beauté avec institut et 5 salles de massage.
- Sport : piste de jogging, jeu de palets, salle de gym, salle de fitness
- Deux piscines dont une couverte
- Plaisir : boutiques, cafés internet, casino, discothèque, salle de jeux, bibliothèque, aire de jeux et mini-club